# Ernesto Lucena Barrero
Ernesto Lucena Barrero (Bogotá, 1978) es un abogado, político y deportista colombiano. Ocupó el cargo de Ministro de Deportes de Colombia, desde el 6 de septiembre de 2019 hasta el 14 de julio de 2021.
Como deportista de alto rendimiento entre 1999 y 2005, obtuvo una medalla de oro en squash en los Juegos Nacionales 2004. En 2018 fue elegido como Director de Coldeportes por el presidente Iván Duque, en 2019 fue designado por Iván Duque como Ministro del deporte hasta 2021.

## Biografía
Se graduó del Colegio Nueva Granada en Bogotá con Honores en 1996. Lucena es abogado de la Universidad Sergio Arboleda, de Bogotá, donde ha sido profesor de la cátedra de Derecho Constitucional de las Escuelas de Derecho y Política y Relaciones Internacionales, así como del curso de inglés jurídico; Secretario Ejecutivo-Investigación, análisis, desarrollo de artículos y coordinación del programa. Fue jugador de squash de alto rendimiento 1999-2005, experiencia en la que obtuvo la medalla de oro en los Juegos Nacionales 2004.
Es especialista en Derecho Contractual y Relaciones Jurídico Negociables de la Universidad Externado de Colombia y también tiene maestría en Derecho, con énfasis en Derecho Administrativo, en su alma mater.
Buena parte de su formación la ha adelantado en el exterior. En Estados Unidos realizó estudios en Derecho Constitucional Comparado del Programa para Abogados Extranjeros del New York Law School; de igual manera cursó Maestría en Administración de Empresas en la Universidad Adolfo Ibáñez y además tuvo participación académica en el Seminario de Enseñanza del Método de Caso en Harvard Business y en el MBA Multinacional - Master Corporativo en Administración de Empresas, en la Escuela Superior de Administración y Dirección de Empresas, ESADE, en Barcelona.

### Familia
Ernesto Lucena es hijo del exparlamentario liberal Ernesto Lucena Quevedo, A su vez, es nieto del también congresista y fiscal Ernesto Lucena Bonilla, sobrino-nieto del abogado Álvaro Lucena Bonilla y sobrino del científico Elkin Lucena Quevedo, quien, en 1985, logró la primera fertilización In Vitro en América Latina. También es trastataranieto de José Ignacio Quevedo Amaya, médico antioqueño que realizó la primera cesárea en Colombia, tataranieto del médico Tomás Quevedo Restrepo, primero en hacer una craneotomía en Colombia, y hexanieto del abogado y político José Félix de Restrepo.
Su madre es Zayda Barrera, quien, tras divorciarse de Lucena Quevedo, se casó en segundas nupcias con Rodrigo Noguera Calderón, quien sería rector de la Universidad Sergio Arboleda. Noguera calderón, hijo del ministro Rodrigo Noguera Laborde, hizo las veces de padrastro de Lucena Barrero.

### Nexos políticos
Ernesto Lucena se ha destacado por ser un hombre de conexiones y nombramientos políticos.